# カニガオ海峡
カニガオ海峡（Canigao Channel）は、フィリピン中部ヴィサヤ諸島のレイテ島とボホール島との間にある海峡。
南のミンダナオ海（ボホール海）と北のカモテス海とを結んでいる。カニガオ水道とも呼ばれる。
海峡に面した都市には、レイテ島西岸のマーシン（南レイテ州州都）などがある。海峡はレイテ島とボホール島を連絡するフェリーが行き来するルートとなっている。